# Górnik Zabrze
Górnik Zabrze je polský fotbalový klub sídlící v městě Zabrze založený v roce 1948.

## Úspěchy
- 14× vítěz Ekstraklasy (1957, 1959, 1961, 1963, 1964, 1965, 1966, 1967, 1971, 1972, 1985, 1986, 1987, 1988)
- 6× vítěz polského fotbalového poháru (1964/65, 1967/68, 1968/69, 1969/70, 1970/71, 1971/72)[1]
- 1× vítěz polského ligového poháru (1978 – neoficiální ročník)[2]
- 1× vítěz polského Superpoháru (1988)[3]

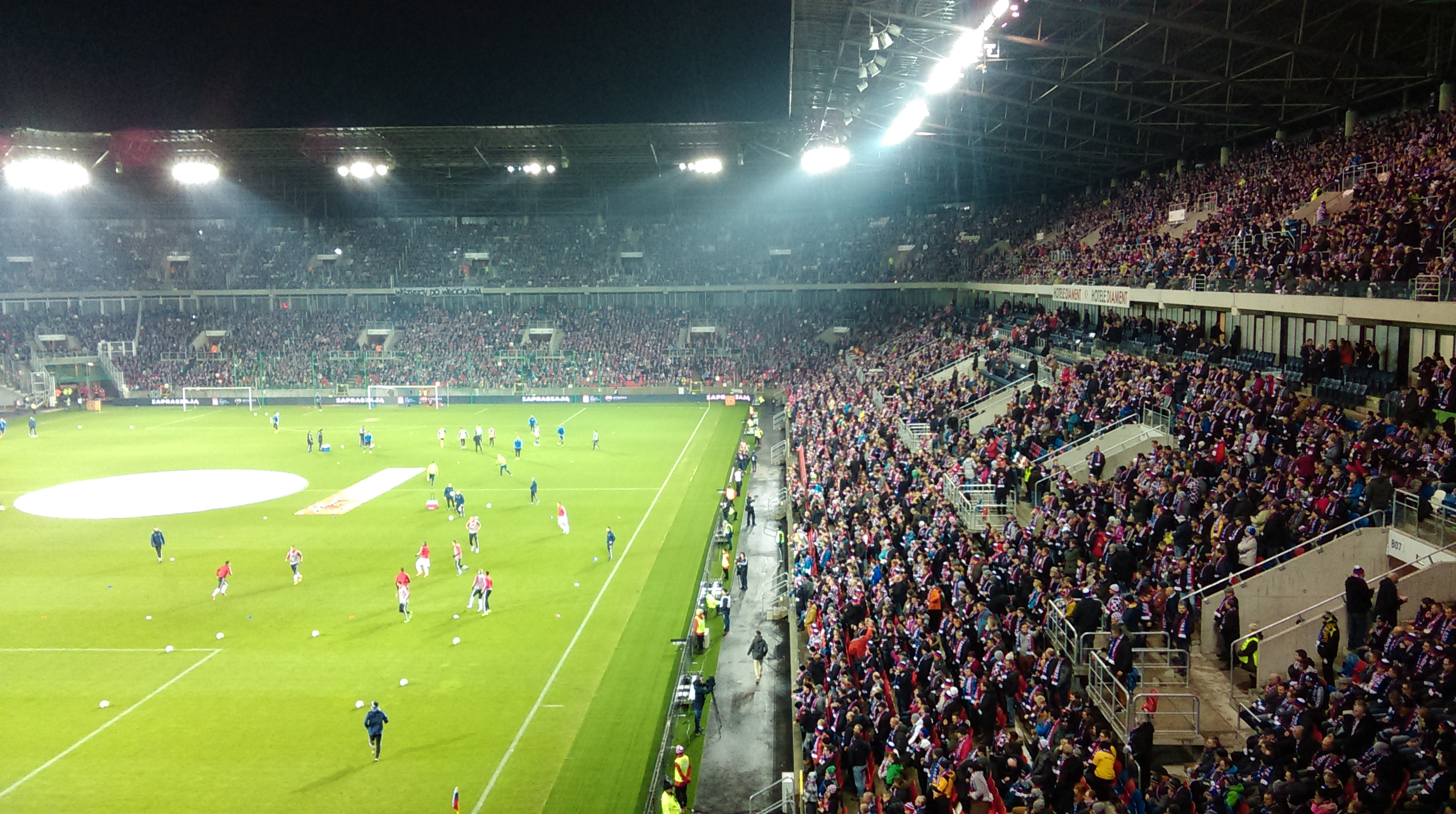
Stadion Ernesta Pohla

## Známí hráči
- Zygmunt Anczok
- Henryk Bałuszyński
- Jakub Błaszczykowski
- Grzegorz Bonin
- Jerzy Brzęczek
- Krzysztof Bukalski
- Ryszard Cyron
- Adam Danch
- Alexander Famulla
- Roman Gergel
- Erik Grendel
- Jerzy Gorgoń
- Tomasz Hajto
- Andrzej Iwan
- Róbert Jež
- Ryszard Komornicki
- Kamil Kosowski
- Roman Lentner
- Włodzimierz Lubański
- Waldemar Matysik
- Arkadiusz Milik
- Préjuce Nakoulma
- Andrzej Niedzielan
- Stanisław Oślizło
- Boris Peškovič
- Ernest Pohl
- Daniel Sikorski
- Łukasz Skorupski
- Sebastian Steblecki
- Krzysztof Świerczyna
- Andrzej Szarmach
- Zygfryd Szołtysik
- Jan Urban
- Tomasz Wałdoch
- Józef Wandzik
- Māris Smirnovs
- Robert Warzycha
- Erwin Wilczek
- Tomasz Zahorski